# Федерстон, Доналд
Доналд «Дон» Федерстон (англ. Donald «Don» Featherstone; 25 января 1936, Вустер, Массачусетс, США — 22 июня 2015, Фитчбург, Массачусетс, США) — американский художник, изготовивший самого первого розового фламинго, работая на фирму «Union Products».

## Биография
Дон вырос в городке Берлин, неподалёку от Вустера, получил образование в школе при Вустерском музее искусств. В 1957 году, сразу после окончания школы, он получил работу дизайнера пластиковых фигур в «Union Products». За годы работы он создал более 750 различных скульптур и предметов, первыми из них стали фигура девочки с бочкой и мальчика с собакой. Когда в 1957 году ему было поручено создать скульптуру утки, он купил живую утку, назвал её Чарли, а после завершения работы над скульптурой выпустил свою «модель» на свободу в парке Фитчбурга, Массачусетс. В том же году он получил задание изготовить фигуру фламинго, которая впоследствии стала крайне популярна.
Федерстон проработал в «Union Products» 43 года, дослужившись до президента компании. В 1999 году он оставил должность и вышел на пенсию. Дон прожил 40 лет со своей женой Нэнси, в семье было двое детей, четверо внуков, двое правнуков.
Дон Федерстон умер 22 июля 2015 года в возрасте 79 лет в доме престарелых в штате Массачусетс, последние годы он страдал от деменции с тельцами Леви.

## Розовый фламинго

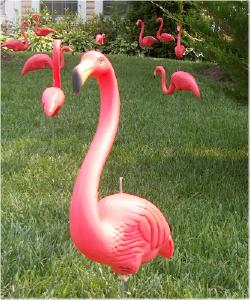
Пластиковый фламинго работы Дона Федерстона

Федерстон основывал своё творение на фотографиях из «National Geographic», так как не имел возможности получить настоящих фламинго в качестве моделей. Фигурки поступили в продажу в 1958 году, когда розовый цвет был очень популярен. Со временем фламинго становились всё более известны, став, в итоге, самым частым украшением лужаек в США. В 1987 году Федерстон дополнил изначальную модель своей подписью, чтобы помочь отличать «оригинальных» фламинго от сторонних подделок. В 2001 году подпись убрали с модели, однако из-за начавшегося бойкота «неподписанных птиц» покупателями довольно быстро подпись вернули обратно.
В 1996 году Федерстон был награждён Шнобелевской премией в номинации «искусство» за «его декоративно-эволюционное изобретение, пластикового розового фламинго».
В 2006 году «Union Products» прекратили производство пластиковых фламинго, однако формы были выкуплены нью-йоркской компанией, возобновившей производство на мощностях компании Cado Products, располагающейся в Фитчбурге, Массачусетс. 
В 2010 году Cado Products выкупили авторские права и пластиковые формы для фламинго и продолжили их производство самостоятельно.